# 亮山
亮山（りょうざん、安永元年（1772年） - 弘化4年3月18日（1847年5月2日））は、江戸時代後期の僧。妙楽寺13代住持。尾張国丹羽郡犬山魚町（愛知県犬山市）に生まれる。幼少時に出家、名古屋東照宮の守護寺である天王坊の第26世亮厳法印に師事し、妙楽寺住職となる。文化6年3月17日（1809年5月1日）、弘法大師（空海）の夢告により霊場開創を決意。岡戸半蔵、武田安兵衛とともに、知多四国霊場を開創した。

## 略歴
- 1772年（安永元年） - 尾張犬山藩士石田徳右衛門の次男として、丹羽郡犬山魚町に生まれる。
- 1806年（文化3年） - 海東郡法性寺より、知多郡古見村妙楽寺（知多市新知）に転住。即明房亮玄と号す。
- 1809年（文化6年） - 3月17日（グレゴリオ暦5月1日）、弘法大師の夢告により霊場開創を決意。翌日より、本四国霊場巡拝に出立。
- 1812年（文化9年） - 二度目の本四国霊場巡拝。
- 1818年（文政元年） - 三度目の本四国霊場巡拝。
- 1819年（文政2年） - 岡戸半蔵と出会う。
- 1823年（文政6年） - 大井医王寺（南知多町大井）にて武田安兵衛と出会う。亮玄を亮山と改め、開創の決意を新たにする。
- 1824年（文政7年） - 3月、88の札所制定完了。大師尊像の奉安が終わり、開眼供養を修す。始め「准四国霊場」と号す。岡戸半蔵、誓海寺禅林堂（美浜町古布）にて没する。
- 1825年（文政8年） - 4月8日（グレゴリオ暦5月25日）、武田安兵衛、布土十王堂にて没する。墓所は葦航寺（美浜町布土）。
- 1834年（天保5年） - 弘法大師一千年御遠忌。3月1日より21日まで各寺にて遠忌大法要を厳修。
- 1838年（天保9年） - 准四国霊場を巡拝。
- 1840年（天保11年） - 福生寺（知多市新知）に退隠する。
- 1847年（弘化4年） - 3月18日（グレゴリオ暦5月2日）、福生寺にて入寂。墓所は妙楽寺。
- 1893年（明治26年） - 知多新四国霊場と称する。